# Mellitidia australis
Mellitidia australis is een vliesvleugelig insect uit de familie Halictidae. De wetenschappelijke naam van de soort is voor het eerst geldig gepubliceerd in 1831 door Guérin-Méneville.